# Perillil-alcol deidrogenasi
La perillil-alcol deidrogenasi è un enzima appartenente alla classe delle ossidoreduttasi, che catalizza la seguente reazione:
perillil alcol + NAD+ ⇄ perillil aldeide + NADH + H+
Ossida gli alcol primari con un gruppo alcolico allilico, formando un doppio legame endociclico ed un anello a 6 atomi sia aromatico, che idroaromatico.